# Johann Friedrich Wolfgang
Johann Friedrich Wolfgang, auch Jan Fryderyk oder litauisch Johanas Fri(y)drichas Volfgangas, (* 1775 oder 1776 in Łozowe Podolien, Polen-Litauen, heute Ukraine; † 17. Mai 1859 in Połuknia bei Wilna, Russisches Kaiserreich), war ein russlanddeutscher Botaniker. Sein offizielles botanisches Autorenkürzel lautet „Wolfg.“
Wolfgang war als Professor an der Universität Wilna tätig.

## Ehrungen
1823 wurde er zum Mitglied der Deutschen Akademie der Naturforscher Leopoldina gewählt.

## Schriften
- Rzecz o Herbacie … 1823.